# Impasse Rothschild
Pour les articles homonymes, voir Rothschild.
L'impasse Rothschild est une voie située dans le quartier des Grandes-Carrières du 18e arrondissement de Paris.

## Origine du nom
Elle porte le nom de M. Rothschild, un commerçant local qui était loueur de voitures, et qui y exerçait son industrie.

## Historique
Cette voie, qui est formée en 1841 sous le nom « impasse Bès », prend sa dénomination actuelle à une date non précisée et est fermée à la circulation publique par un arrêté municipal du 21 novembre 1990.